# Stamboom Maria Anna van Koerland (1653-1711)
Dit is de stamboom van Maria Anna van Koerland (1653-1711).
| Stamboom Maria Anna van Koerland (1653-1711)                                            | Stamboom Maria Anna van Koerland (1653-1711)                                                 | Stamboom Maria Anna van Koerland (1653-1711)                                                  |
| --------------------------------------------------------------------------------------- | -------------------------------------------------------------------------------------------- | --------------------------------------------------------------------------------------------- |
| Grootouders                                                                             | Willem Kettler (1574-1640) x 1609 Sophie van Pruisen (1582-1610)                             | George Willem van Brandenburg (1595-1640) x 1616 Elisabeth Charlotte van de Palts (1597-1660) |
| Ouders                                                                                  | Jacob van Koerland (1610-1682) x 1645 Louise Charlotte van Brandenburg (1617-1676)           | Jacob van Koerland (1610-1682) x 1645 Louise Charlotte van Brandenburg (1617-1676)            |
| Maria Anna van Koerland (1653-1711) x 1673 Karel Lodewijk van Hessen-Kassel (1654-1730) |                                                                                              |                                                                                               |
| Kinderen                                                                                | Maria Louise van Hessen-Kassel (1688- x 1709 Johan Willem Friso van Nassau-Dietz (1687-1711) | Maria Louise van Hessen-Kassel (1688- x 1709 Johan Willem Friso van Nassau-Dietz (1687-1711)  |
| Kleinkinderen                                                                           | Anna (1710-1777) Willem IV (1711-1751)                                                       | Anna (1710-1777) Willem IV (1711-1751)                                                        |